# Etienne-Auguste-Germain Loosdregt
Etienne-Auguste-Germain Loosdregt OMI (* 2. Mai 1908 in Saint-Pol-sur-Mer; † 13. November 1980) war ein französischer römisch-katholischer Ordensgeistlicher und Apostolischer Vikar von Vientiane.

## Leben
Er trat der Ordensgemeinschaft der Oblaten (OMI) bei und empfing am 16. Juli 1933 die Priesterweihe.
Papst Pius XII. ernannte ihn am 13. März 1952 zum Apostolischen Vikar von Vientiane und Titularbischof von Amaura. Der Apostolische Delegat für Indochina, Antonin-Fernand Drapier OP, spendete ihm am 30. Juni desselben Jahres die Bischofsweihe; Mitkonsekratoren waren Louis-Paul Rastouil, Bischof von Limoges, und Pierre Fallaize OMI, Apostolischer Koadjutorvikar von Mackenzie.  
Er nahm an allen Sitzungsperiode des Zweiten Vatikanischen Konzils teil. Von 1964 bis 1978 war er Präsident der Bischofskonferenz von Laos und von Kambodscha. Am 22. Mai 1975 trat er als Apostolischer Vikar zurück und ihm folgte Thomas Nantha nach, der ihn bereits seit dem 25. April 1974 als Weihbischof der Teilkirche begleitet hatte.